# Bonaventura (personnage)
Pour les articles homonymes, voir Bonaventura.
Il Signor Bonaventura (« Monsieur Bonaventura ») est un personnage de fiction créé par l'auteur de bande dessinée italien Sto et apparu pour la première fois dans l'hebdomadaire jeunesse Corriere dei Piccoli du 28 octobre 1917.
Éternellement vêtu d'une queue-de-pie, d'un chapeau melon et de chaussures rouges encadrant un pantalon blanc, Bonaventura est un homme simple confronté avec son petit chien jaune à diverses aventures qui le conduisent invariablement à se voir offrir un million de lires (puis un milliard après 1945).
Outre les nombreux gags de huit cases au texte écrit sous les images qu'il a réalisé jusqu'en 1963, Tofano a écrit et interprété six adaptations théâtrales des aventures de Bonaventura entre 1927 et 1953, et dirigé en 1942 une adaptation cinématographique, Cenerentola e il signor Bonaventura (it), avec Paolo Stoppa dans le rôle-titre.
Après le décès de Tofano en 1973, Carlo Peroni et Adriano Carnevali ont poursuivi la bande dessinée tandis que Gilberto Tofano, le fils de Sergio, a supervisé la création de deux courts-métrages en images de synthèse en 2000 et 2002.